# Catocala lara
Catocala lara är en fjärilsart som beskrevs av Bremer 1864. Catocala lara ingår i släktet Catocala och familjen nattflyn. Inga underarter finns listade i Catalogue of Life.